# 舊巴格斯維爾 (印地安納州)
舊巴格斯維爾（英語：Old Bargersville）是位於美國印地安納州約翰遜縣的一個非建制地區。該地的面積和人口皆未知。